# 赵俱
赵俱（？—355年），中国十六国时期前秦政治人物。天水郡（今甘肃省天水市）人。
350年，苻洪自称为大都督、大将军、大单于、三秦王，以天水郡人赵俱、陇西郡人牛夷、北地郡人辛牢为从事中郎，氐族酋长毛贵则被任命为单于辅相。苻洪死后，苻健继任，任命赵俱为河内郡太守，戍卫温县；任命牛夷为安集将军，戍卫怀县。354年，前秦任命光禄大夫赵俱为洛州刺史，镇守宜阳。他的堂弟赵韶为右仆射，赵诲为中护军，都得宠于苻生。苻生即位后，便任命赵俱为尚书令。赵俱以得病为由坚辞，对赵韶、赵诲说：“你们不顾及祖宗，要干灭门之事！毛贵、梁楞、梁安等人何罪之有，皇帝杀了他们？我什么功劳，能取代他们？你们自以为是，我大概快要死了！”355年，赵俱忧郁而死。